# Bones (Troms)
Pour les articles homonymes, voir Bones (homonymie).
Bones est une localité du comté de Troms, en Norvège.

## Géographie
Administrativement, Bones fait partie de la kommune de Bardu.